# Liste der Wimbledonsieger (Juniorinneneinzel)
Diese Liste enthält alle Finalistinnen im Juniorinneneinzel bei den Wimbledon Championships. Das Event wurde 1947 das erste Mal ausgespielt. Bisher gelang es vier Spielerinnen nach dem Titelgewinn bei den Junioren auch den Titel auf der Profi-Tour zu gewinnen: Karen Hantze Susman (1960 und 1962), Martina Hingis (1994 und 1997), Amélie Mauresmo (1996 und 2006) sowie Ashleigh Barty (2011 und 2021). Mehrmals gewinnen konnten die Spielerinnen den Titel chronologisch und jeweils zweimal in Folge Lorna Cornell, Galina Baksheeva, Natalja Tschmyrjowa, Natallja Swerawa und Andrea Strnadová.
| Jahr                | Sieger                         | Finalgegner                    | Ergebnis                       |
| ------------------- | ------------------------------ | ------------------------------ | ------------------------------ |
| 1947                | Geneviève Domken               | Birgit Wallén                  | 6:1, 6:4                       |
| 1948                | Olga Mišková                   | Violette Rigollet              | 6:4, 6:2                       |
| 1949                | Christiane Mercelis            | Sue Partridge                  | 6:4, 6:2                       |
| 1950                | Lorna Cornell                  | Astrid Winther                 | 6:2, 6:4                       |
| 1951                | Lorna Cornell                  | Silvana Lazzarino              | 6:3, 6:4                       |
| 1952                | Fenny ten Bosch                | Rita Davar                     | 5:7, 6:1, 7:5                  |
| 1953                | Dora Kilian                    | Valerie Pitt                   | 6:4, 4:6, 6:1                  |
| 1954                | Valerie Pitt                   | Colette Monnot                 | 5:7, 6:3, 6:2                  |
| 1955                | Sheila Armstrong               | Béatrice de Chambure           | 6:2, 6:4                       |
| 1956                | Ann Haydon                     | Ilse Buding                    | 6:3, 6:4                       |
| 1957                | Mimi Arnold                    | Rosie Reyes                    | 8:6, 6:2                       |
| 1958                | Sally Moore                    | Anna Dmitrieva                 | 6:2, 6:4                       |
| 1959                | Joan Cross                     | Doris Schuster                 | 6:1, 6:1                       |
| 1960                | Karen Hantze                   | Lynne Hutchings                | 6:4, 6:4                       |
| 1961                | Galina Baksheeva               | Katherine Chabot               | 6:4, 8:6                       |
| 1962                | Galina Baksheeva               | Elizabeth Terry                | 6:4, 6:2                       |
| 1963                | Monique Salfati                | Kaye Dening                    | 6:4, 6:1                       |
| 1964                | Peaches Bartkowicz             | Elena Subirats                 | 6:3, 6:1                       |
| 1965                | Olga Morosowa                  | Raquel Giscafré                | 6:3, 6:3                       |
| 1966                | Birgitta Lindström             | Judy Congdon                   | 7:5, 6:3                       |
| 1967                | Judith Salomé                  | Margaretta Strandberg          | 6:4, 6:2                       |
| 1968                | Kristy Pigeon                  | Lesley Hunt                    | 6:4, 6:3                       |
| Beginn der Open Era |                                |                                |                                |
| 1969                | Kazuko Sawamatsu               | Brenda Kirk                    | 6:1, 1:6, 7:5                  |
| 1970                | Sharon Walsh                   | Marina Kroschina               | 8:6, 6:4                       |
| 1971                | Marina Kroschina               | Sue Minford                    | 6:4, 6:4                       |
| 1972                | Ilana Kloss                    | Glynis Coles                   | 6:4, 4:6, 6:4                  |
| 1973                | Ann Kiyomura                   | Martina Navratilova            | 6:4, 7:5                       |
| 1974                | Mima Jaušovec                  | Mariana Simionescu             | 7:5, 6:4                       |
| 1975                | Natalja Tschmyrjowa            | Regina Maršíková               | 6:4, 6:3                       |
| 1976                | Natalja Tschmyrjowa            | Marise Kruger                  | 6:3, 2:6, 6:1                  |
| 1977                | Lea Antonoplis                 | Mareen Louie                   | 7:5, 6:1                       |
| 1978                | Tracy Austin                   | Hana Mandlíková                | 6:0, 3:6, 6:4                  |
| 1979                | Mary-Lou Piatek                | Alycia Moulton                 | 6:1, 6:3                       |
| 1980                | Debbie Freeman                 | Susan Leo                      | 7:6, 7:5                       |
| 1981                | Zina Garrison                  | Rene Uys                       | 6:4, 3:6, 6:0                  |
| 1982                | Catherine Tanvier              | Helena Suková                  | 6:2, 7:5                       |
| 1983                | Pascale Paradis                | Patricia Hy                    | 6:2, 6:1                       |
| 1984                | Annabel Croft                  | Elna Reinach                   | 3:6, 6:3, 6:2                  |
| 1985                | Andrea Holíková                | Jenny Byrne                    | 7:5, 6:1                       |
| 1986                | Natallja Swerawa               | Leila Mes’chi                  | 2:6, 6:2, 9:7                  |
| 1987                | Natallja Swerawa               | Julie Halard                   | 6:4, 6:4                       |
| 1988                | Brenda Schultz                 | Emmanuelle Derly               | 7:6, 6:1                       |
| 1989                | Andrea Strnadová               | Meredith McGrath               | 6:2, 6:3                       |
| 1990                | Andrea Strnadová               | Kirrily Sharpe                 | 6:2, 6:4                       |
| 1991                | Barbara Rittner                | Jelena Makarowa                | 6:7, 6:2, 6:3                  |
| 1992                | Chanda Rubin                   | Laurence Courtois              | 6:2, 7:5                       |
| 1993                | Nancy Feber                    | Rita Grande                    | 7:6, 1:6, 6:2                  |
| 1994                | Martina Hingis                 | Jeon Mi-ra                     | 7:5, 6:4                       |
| 1995                | Aleksandra Olsza               | Tamarine Tanasugarn            | 7:5, 7:6                       |
| 1996                | Amélie Mauresmo                | Magüi Serna                    | 4:6, 6:3, 6:4                  |
| 1997                | Cara Black                     | Brie Rippner                   | 6:3, 7:5                       |
| 1998                | Katarina Srebotnik             | Kim Clijsters                  | 7:6, 6:3                       |
| 1999                | Iroda Toʻlaganova              | Lina Krasnoruzkaja             | 7:6, 6:4                       |
| 2000                | María Emilia Salerni           | Tetjana Perebyjnis             | 6:4, 7:5                       |
| 2001                | Angelique Widjaja              | Dinara Safina                  | 6:4, 0:6, 7:5                  |
| 2002                | Wera Duschewina                | Marija Scharapowa              | 4:6, 6:1, 6:2                  |
| 2003                | Kirsten Flipkens               | Anna Tschakwetadse             | 6:4, 6:2                       |
| 2004                | Kateryna Bondarenko            | Ana Ivanović                   | 6:4, 6:7, 6:2                  |
| 2005                | Agnieszka Radwańska            | Tamira Paszek                  | 6:3, 6:4                       |
| 2006                | Caroline Wozniacki             | Magdaléna Rybáriková           | 3:6, 6:3, 6:1                  |
| 2007                | Urszula Radwańska              | Madison Brengle                | 2:6, 6:3, 6:0                  |
| 2008                | Laura Robson                   | Noppawan Lertcheewakarn        | 6:3, 3:6, 6:1                  |
| 2009                | Noppawan Lertcheewakarn        | Kristina Mladenovic            | 3:6, 6:3, 6:1                  |
| 2010                | Kristýna Plíšková              | Sachie Ishizu                  | 6:3, 4:6, 6:4                  |
| 2011                | Ashleigh Barty                 | Irina Chromatschowa            | 7:5, 7:63                      |
| 2012                | Eugenie Bouchard               | Elina Switolina                | 6:2, 6:2                       |
| 2013                | Belinda Bencic                 | Taylor Townsend                | 4:6, 6:1, 6:4                  |
| 2014                | Jeļena Ostapenko               | Kristína Schmiedlová           | 2:6, 6:3, 6:0                  |
| 2015                | Sofja Schuk                    | Anna Blinkowa                  | 7:5, 6:4                       |
| 2016                | Anastassija Potapowa           | Dajana Jastremska              | 6:4, 6:3                       |
| 2017                | Claire Liu                     | Ann Li                         | 6:2, 5:7, 6:2                  |
| 2018                | Iga Świątek                    | Leonie Küng                    | 6:4, 6:2                       |
| 2019                | Darija Snihur                  | Alexa Noel                     | 6:4, 6:4                       |
| 2020                | ausgefallen, COVID-19-Pandemie | ausgefallen, COVID-19-Pandemie | ausgefallen, COVID-19-Pandemie |
| 2021                | Ane Mintegi del Olmo           | Nastasja Schunk                | 2:6, 6:4, 6:1                  |
| 2022                | Liv Hovde                      | Luca Udvardy                   | 6:3, 6:4                       |
| 2023                | Clervie Ngounoue               | Nikola Bartůňková              | 6:2, 6:2                       |
| 2024                | Renáta Jamrichová              | Emerson Jones                  | 6:3, 6:4                       |
| 2025                | Mia Pohánková                  | Julieta Pareja                 | 6:3, 6:1                       |